# Palazzo Giacomo Patrone Lomellini
Il palazzo Giacomo Patrone Lomellini, detto anche Palazzo Patrone,  è un edificio storico italiano, sito in largo Zecca 2, nel centro storico di Genova. È uno dei Palazzi dei Rolli che furono designati, al tempo della Repubblica di Genova, a ospitare gli ospiti di alto rango durante le visite di stato per conto del governo genovese.
L'edificio è fra i 42 palazzi dei rolli selezionati e dichiarati Patrimonio dell'umanità dall'UNESCO il 13 luglio 2006.
Insieme al contiguo palazzo De Marini-Spinola, è sede dal 1945 del Comando Militare dell'Esercito Italiano in Liguria.

## Storia
Annesso all'attiguo palazzo De Marini-Spinola della prioria di Sant'Agnese, l'edificio fu riedificato da Giacomo Lomellini (doge di Genova dal 1625 al 1627), accorpando due unità edilizie del patrimonio avito, tra cui la dimora gentilizia inclusa nei primi rolli dell'ospitalità pubblica.
Eretta tra il 1619 e il 1623, in un'area caratterizzata da una forte espansione residenziale, la dimora esprime un linguaggio tradizionale di ricerca ostentata della simmetria nella pianta e nel prospetto. Nonostante l'esiguità dello spazio dovuta all'edificio retrostante, il palazzo non è privo di un certo gusto scenografico, proponendo, con il suo cortile a triforio, la soluzione aulica di "entrata reale" che culmina contro il muro di fondo in un piccolo ninfeo oggi scomparso, ma in parte visibile nell'edizione rubensiana.
Intorno al 1855 viene ceduto dalla famiglia Lomellini alla famiglia Patrone, che ne fu titolare fino al 1897, quando l'edificio viene ceduto dall'ultimo proprietario, Fausto Patrone, al Municipio di Genova che, per allargare la sezione stradale tra largo della Zecca e piazza della Nunziata, ne demolisce uno spigolo eliminando a ogni piano un salotto e un gabinetto attiguo. Il tamponamento del cortile loggiato, con l'inserimento di due colonne simili a quelle già esistenti e la creazione di nuove volte nel 1923, fu una scelta di Antonio Orazio Quinzio, allora direttore dei musei comunali, che eseguì anche la decorazione a grottesche dello scalone di rappresentanza.
Inizialmente utilizzato quale sede di uffici comunali, nel 1928 vi si stabilì la sede del Fascio genovese, mentre dal 1945 Palazzo Lomellini è sede del Comando Militare dell'Esercito Italiano in Liguria.

## Descrizione
Al suo interno è visibile un ammirato ciclo di affreschi di Domenico Fiasella che illustra Storie di Ester: all'importanza della qualità espressiva si affianca quella di un'allusione politica profonda che il committente ha inteso manifestare scegliendola fra i temi biblici. Il ciclo di affreschi  si sviluppa in varie sale, nella volta dell'atrio "La caduta di Gerusalemme", in quella del primo piano nobile "Il banchetto di Assuero" e in quella del secondo piano nobile "La scelta di Esther da parte di Assuero". Fu direttamente ispirato alla contemporanea opera letteraria di Ansaldo Cebà La Reina Esther. L'eroina biblica Ester, infatti, che rischia la vita per salvare il proprio popolo, allude all'impresa del Doge Giacomo Lomellini, che alla guida della Repubblica dovette fronteggiare numerose avversità quali la congiura dei De Marini, la congiura di Giulio Cesare Vachero e l’assedio di Carlo Emanuele I di Savoia, sconfitto nonostante le dispari forze in campo.

## Galleria d'immagini

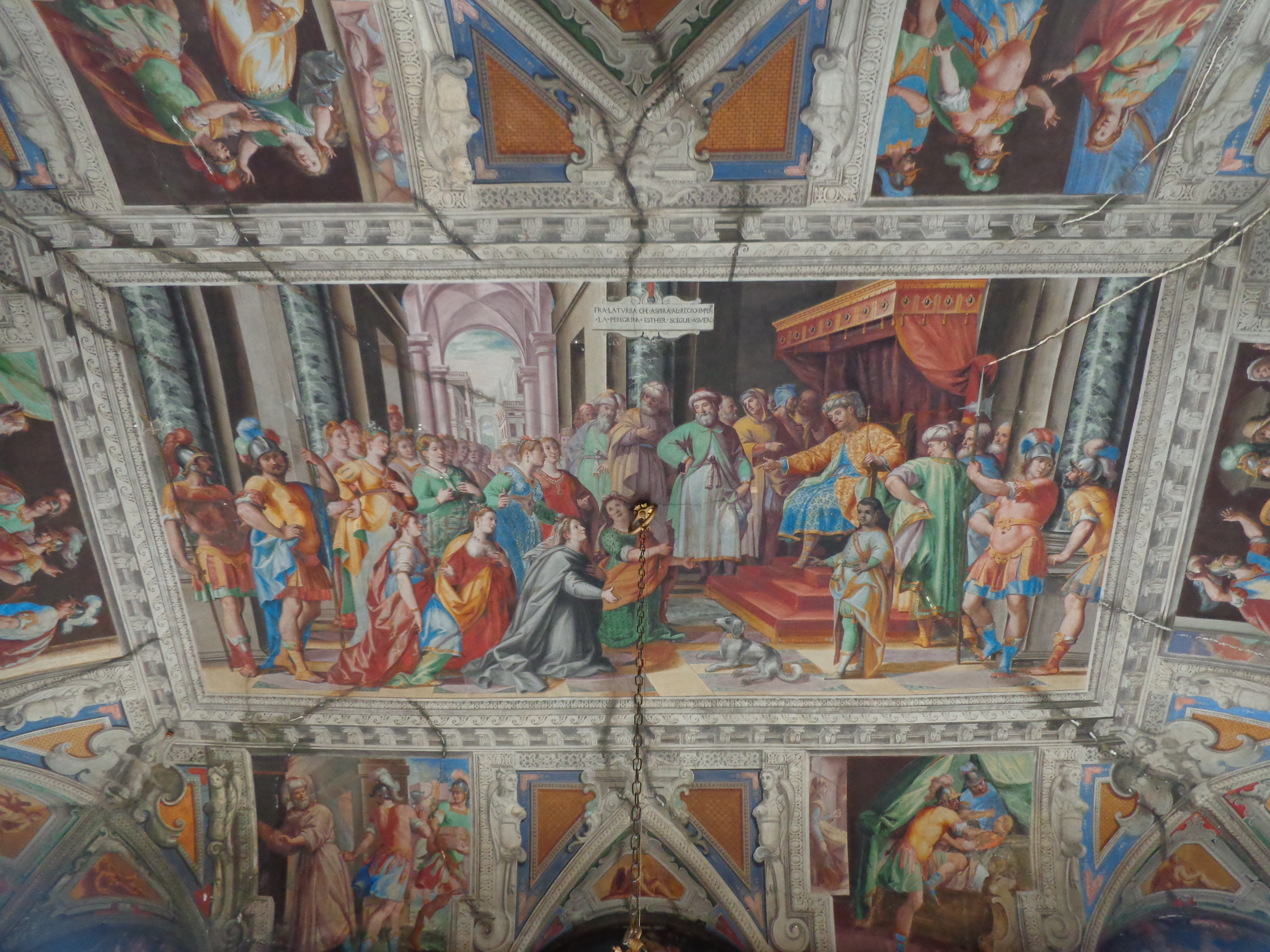
Domenico Fiasella,  La scelta di Esther da parte di Assuero
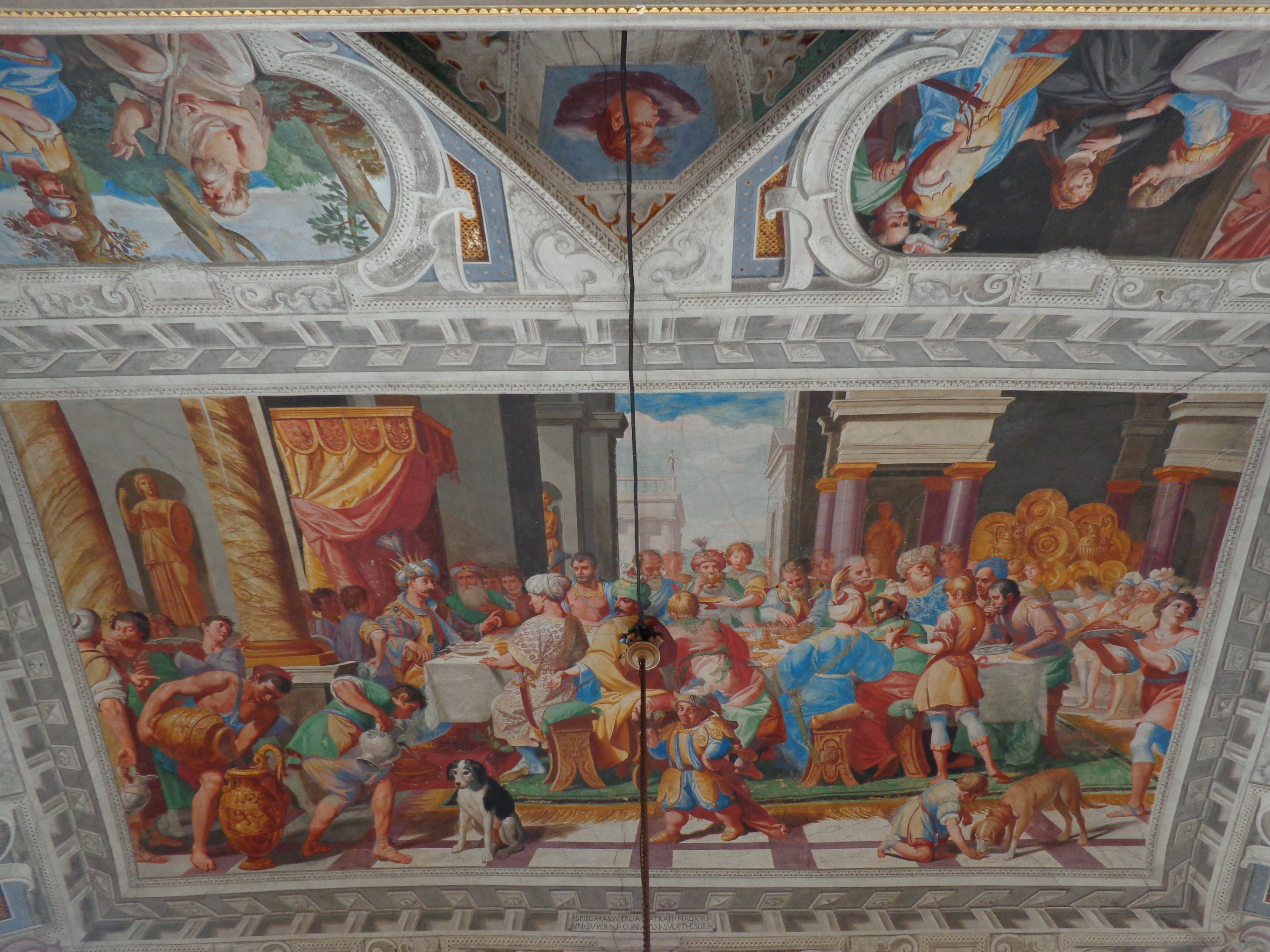
Il banchetto di Assuero
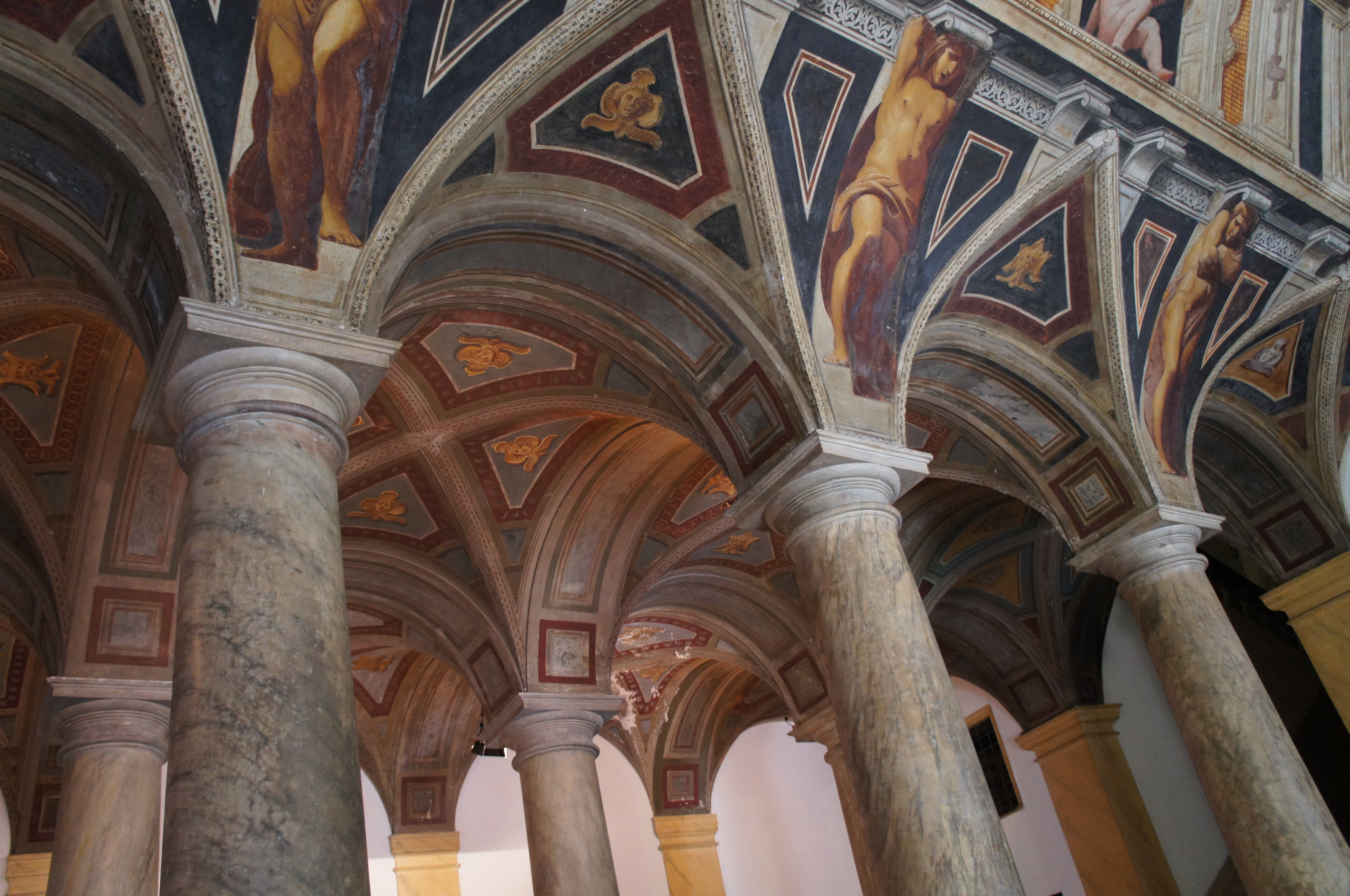
Cortile Interno
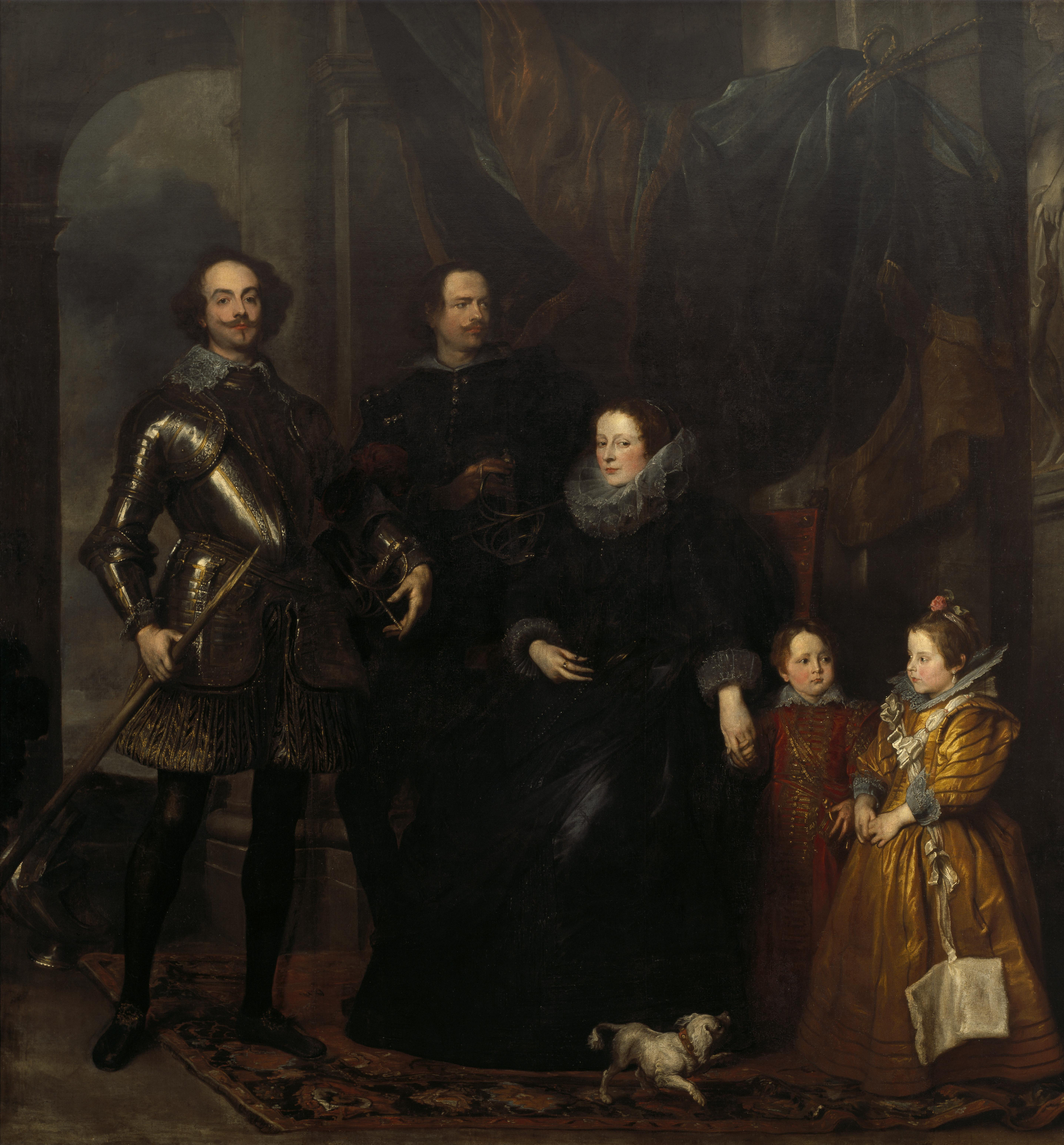
Antoon van Dyck, Ritratto della famiglia Lomellini, 1623, National Gallery of Scotland